# Chassé-croisé (film, 1982)
Pour les articles homonymes, voir Chassé-croisé.
Chassé-croisé est un film français réalisé par Arielle Dombasle, sorti en 1982.

## Synopsis
Passionné par la musique, Julien travaille pourtant chez un sculpteur. Un jour, il fait la rencontre de la jeune Hermine dans une libraire religieuse.

## Fiche technique
- Titre : Chassé-croisé
- Réalisation : Arielle Dombasle
- Scénario : Arielle Dombasle
- Photographie : Jacques Robin
- Son : Pierre Camus
- Montage : Christine Aya
- Musique : Jean-Louis Valero (chansons interprétées par Arielle Dombasle)
- Production : Film et Video Company
- Pays d'origine :  France
- Durée : 80 minutes
- Date de sortie : France, 24 mars 1982 (sortie en DVD le 22 décembre 2015)

## Distribution
- Pascal Greggory  : Julien
- Arielle Dombasle : Hermine
- Pierre Clémenti : docteur Moreau
- Alexandra Stewart : la sculptrice
- Rosette  : Rosette
- Éric Rohmer
- Roman Polanski
- Marie Rivière
- Henri Seydoux
- Philippe Sollers
- Françoise Sagan
- Igor et Grichka Bogdanoff
- François-Marie Banier
- Christian Marquand
- Jean-Pierre Kalfon
- Geoffrey Carey

## Réception
- « Ce premier film écrit par une actrice de théâtre et de cinéma doit quelque chose à Jacques Rivette pour son intrigue mystérieuse et les déambulations des personnages et quelque chose à Jean Cocteau pour son atmosphère de réalité décalée poétique »[1]

- « Chassé-croisé, film «surréaliste» au casting baroque mêlant héros rohmériens (Pascal Greggory, Rosette, Marie Rivière et le cinéaste lui-même) et personnalités (les jumeaux Bogdanoff, Philippe Sollers, Roman Polanski...). »[2]